# Ilіja
Ilija (vitryska: Ілія) är ett vattendrag i Belarus.   Det ligger i voblasten Minsks voblast, i den norra delen av landet, 60 km norr om huvudstaden Minsk. Ilija ligger vid sjön Vіlejskaje Vadaschovіsjtja.
I omgivningarna runt Ilіja växer i huvudsak blandskog. Runt Ilіja är det ganska glesbefolkat, med 26 invånare per kvadratkilometer.